# 频哪酮
频哪酮（3,3-二甲基-2-丁酮）是一种在有机化学中常用的酮化合物。这种略具有薄荷味的化合物最早在1866年被发现。

## 制备
频哪醇酮可通过频哪醇发生频哪醇重排反应制备，条件为硫酸催化条件下加热反应。